# Sorin Roca
Sorin Gigel Roca  (n. 12 februarie 1960) este un scrimer român specializat pe floretă. 
A fost campion balcanic în 1979. În anul următor, a participat la proba pe echipe de la Jocurile Olimpice de la Moscova, clasându-se pe locul 5.